# Jörg von Nürnberg
Jörg von Nürnberg, Meister Jörg, († nach 1481) war ein deutscher Büchsenmeister (Geschützgießer) aus Nürnberg. Der Stadtname wird seinem Vornamen zur Unterscheidung beigefügt; ein Familienname ist nicht überliefert. Jörg erlangte Bedeutung durch seinen aus eigener Anschauung der Jahre 1460 bis 1480 geschöpften knappen Bericht über Geschichte und Religion der Türken.

## Leben
Jörg von Nürnberg war ein deutscher Geschützgießer, der 1460 in Bosnien in osmanische Gefangenschaft geriet, wobei ihn Sultan Mehmed II. sofort in seine Dienste nahm. Jörg begleitete das türkische Heer bei vielen Feldzügen auf dem Balkan, in Armenien, der Krim und am Euphrat. Als er 1480 für einen geplanten Feldzug gegen Ägypten die Befestigungen von Alexandria erkunden sollte, floh er heimlich und konnte mit venezianischen Kaufleuten nach Italien übersetzen. Bald darauf trat er in die Dienste Papst Sixtus IV. Der Tod Mehmets II. 1481 veranlasste ihn offenbar zur Abfassung einer knappen Darlegung seiner Erlebnisse bei den Osmanen und seiner Kenntnisse über ihren legendären Ursprung, ihre Geschichte bis hin zu Mehmet II., zudem über seine unter diesem Sultan miterlebten Feldzüge, aber auch über Religion, Brauchtum und die Behandlung von Gefangenen bei den Osmanen.
Biografische Einzelheiten sind nur aus seiner Veröffentlichung bekannt. Dort heißt es:
Original: „Item in dem .lvj. iar ward ich Maister Jorg gesandt zu herczog Steffan in Bossna dem gosse ich ettlich buchsen vnd stund ettlich iar by im.
Item in dem .lx. iar do hete herczog Steffan ain son mit namen Ladislaua der was ein rechter haide vnd was albeg wider sein vatter vnd gesellt sich zu den turken vnd in kurczen zeyten kam er mit .xl. tausendt mannen vnd furte viel volks seinem aigen vatter hinweg. In dem wart ich Maister Jorg mit weib und kinden gefangen vnd gefurt fur den turcken vnd do er erhort das ich ein buchsenmaister was ließ er mich leben vnd macht mir guten soldt.“
Transkription: „Im Jahr 1456 wurde ich, Meister Jörg, zu Herzog Stephan in Bosnien gesandt. Dem goss ich etliche Büchsen und stand etliche Jahre bei ihm.
Im Jahr 1460, da hatte Herzog Stephan einen Sohn mit Namen Ladislaus, der war ein rechter Heide und war immer gegen seinen Vater und gesellte sich zu den Türken, und in kurzer Zeit kam er mit 40.000 Mann und führte seinem eigenen Vater viele Leute weg. Dabei wurde ich, Meister Jörg, mit Frau und Kindern gefangen und dem Türken [Mehmed II.] vorgeführt, und als er hörte, dass ich ein Büchsenmeister war, ließ er mich leben und machte mir guten Sold.“
[…]
Original: „Dar nach in dem .lxxx. iar do sandt aus der Turck drew here. eins fur Rodis. das ander in Naplas. das dritt in Allexandria. Do sandt mich der Turck in Alexandriam das ich beschauen solt das landt ob ich das gewynnen mochte vnd was ich dar zw bedorfft das wolt er mir schicken also fandt ich geystlich bruder in Allexandria sandt Franciscen orden den peychtet ich. die hulffen vnd rieten mir mit sampt anderen kauff leuten von venedig das ich dar von kam vnd kome gen venedig mit den kauff leuten Darnach ward ich gesandt zu vnserem hailigen vatter dem Babst Sixto quarto des buchsenmaister ich worden pin.“
Transkription: „Danach im Jahr 1480 sandte der Türke drei Heere aus, eins vor Rhodos, das zweite nach Otranto im Königreich Neapel, das dritte nach Alexandria. Da sandte mich der Türke nach Alexandria, damit ich das Land erkundete, ob ich es gewinnen könnte und was ich dazu brauchte; das wollte er mir schicken. In Alexandria fand ich geistliche Brüder vom Orden des heiligen Franziskus, denen beichtete ich. Die halfen und rieten mir samt anderen Kaufleuten aus Venedig, dass ich davonkam, und komme nach Venedig mit den Kaufleuten. Danach wurde ich zu unserm Heiligen Vater Papst Sixtus IV. gesandt, dessen Büchsenmeister ich geworden bin.“
Der zeitweise in türkischen Diensten stehende Geschützgießer Jörg von Nürnberg betrachtete Mehmed II. als unehrlich, unzuverlässig und cholerisch, hob aber die üppige Besoldung hervor.

## Veröffentlichung
Seine nur acht Blatt umfassende Geschicht von der Turckey schrieb Meister Jörg wohl 1481 als Reaktion auf den Tod Mehmeds II. Der Text wurde mit Korrekturen und Ergänzungen in der Frühen Neuzeit mehrfach nachgedruckt und gilt bis heute als beachtenswerte Geschichtsquelle.
- Geschicht von der Turckey, Memmingen um 1482 (Digitalisat)